# Kim Yun-Ja
Kim Yun-Ja (en coreano: 김연자; 15 de mayo de 1963) es una deportista surcoreana que compitió en bádminton, en la modalidad de dobles. Ganó dos medallas de bronce en el Campeonato Mundial de Bádminton en los años 1985 y 1987.

## Palmarés internacional
| Campeonato Mundial | Campeonato Mundial | Campeonato Mundial | Campeonato Mundial |
| Año                | Lugar              | Medalla            | Prueba             |
| ------------------ | ------------------ | ------------------ | ------------------ |
| 1985               | Calgary (Canadá)   | Medalla de bronce  | Dobles             |
| 1987               | Pekín (China)      | Medalla de bronce  | Dobles             |